# Gelbingen
Gelbingen ist ein Stadtteil von Schwäbisch Hall im gleichnamigen Landkreis im Nordosten Baden-Württembergs.

## Geographie
Der namengebende Hauptort der früher selbstständigen Gemeinde liegt flussabwärts und etwa zweieinhalb Kilometer nordnordöstlich der Kernstadt von Schwäbisch Hall ebenfalls am rechten Ufer des Kochers. Der Siedlungskern entstand auf dem vor Flusshochwasser sicheren Schuttkegel, den der von Breitenstein herabfließende Eltershofer Bach in seinem Mündungsauslauf angehäuft hat. Auf Höhe von Gelbingen setzt der Fluss selbst zu einer zweieinhalb Kilometer langen Westschlinge an. Der Umlaufberg in ihrer Mitte, Neuberg genannt, trug die abgegangene Burg Neuburg, die nach Gradmann ein Adelssitz derer von Eltershofen war. Durch Gelbingen zieht die B 19 aus der Stadtmitte von Hall nordwärts in Richtung Untermünkheim, sie kürzt dabei die Flussschlinge durch einen Einschnitt in den Neuberg-Hals ab. Links über dem Flussschlingenauslauf jenseits der Neubergs stand einst an der Gemarkungsgrenze zu Untermünkheim die Geyersburg, von der sich Reste eines polygonalen Turmes gehalten haben.
Zum Stadtteil gehört noch ein merklich kleinerer Teilort Erlach, ein Weiler mit Landwirtschaft und nur einem starken Dutzend Hausnummern, der einen weiteren Kilometer weiter nordnordöstlich vom Haller Stadtzentrum auf der Hochebene rechts über der Hangschulter des flussabwärtigen Kochertals gut 100 Meter höher steht.

## Geschichte
1248 wird Gelbingen im Zusammenhang mit Besitzungen des Klosters Comburg erstmals erwähnt. Auch waren die Schenken von Limpurg und Haller Bürgerfamilien damals hier begütert. Die Familie von Eltershofen stiftete 1342 die Kapelle St. Johannes, aus der die spätere Pfarrkirche der evangelischen Kirchengemeinde hervorging. Bis zur Reformation war Gelbingen eine Kirchenfiliale von Erlach. Im 15. und 16. Jahrhundert wurde das Dorf nach und nach dem Territorium der Reichsstadt Hall eingegliedert, indem diese alle grundherrlichen Rechte über den Ort übernahm. Die Landgemeinde war dem hällischen Amt (In der) Schlicht unterstellt. Bis ins 18. Jahrhundert wurde hier intensiver Weinbau betrieben, wovon die Ruinen mehrerer Keltern Zeugnis ablegen; das zugängliche Gemäuer einer davon steht hinterm Neuberg am Rand der weiten Kocheraue. Nach Auflösung der Reichsstadt und Übernahme der Haller Landgebiete durch Württemberg 1802 gehörte die Gemeinde zum neu gegründeten württembergischen Oberamt Hall, aus dem 1934 der Kreis Hall und 1941 der Landkreis Schwäbisch Hall hervorging. 1945 erlitt Gelbingen schwere Schäden durch den Zweiten Weltkrieg. Am 1. Januar 1975 wurde es in die Stadt Schwäbisch Hall eingemeindet.

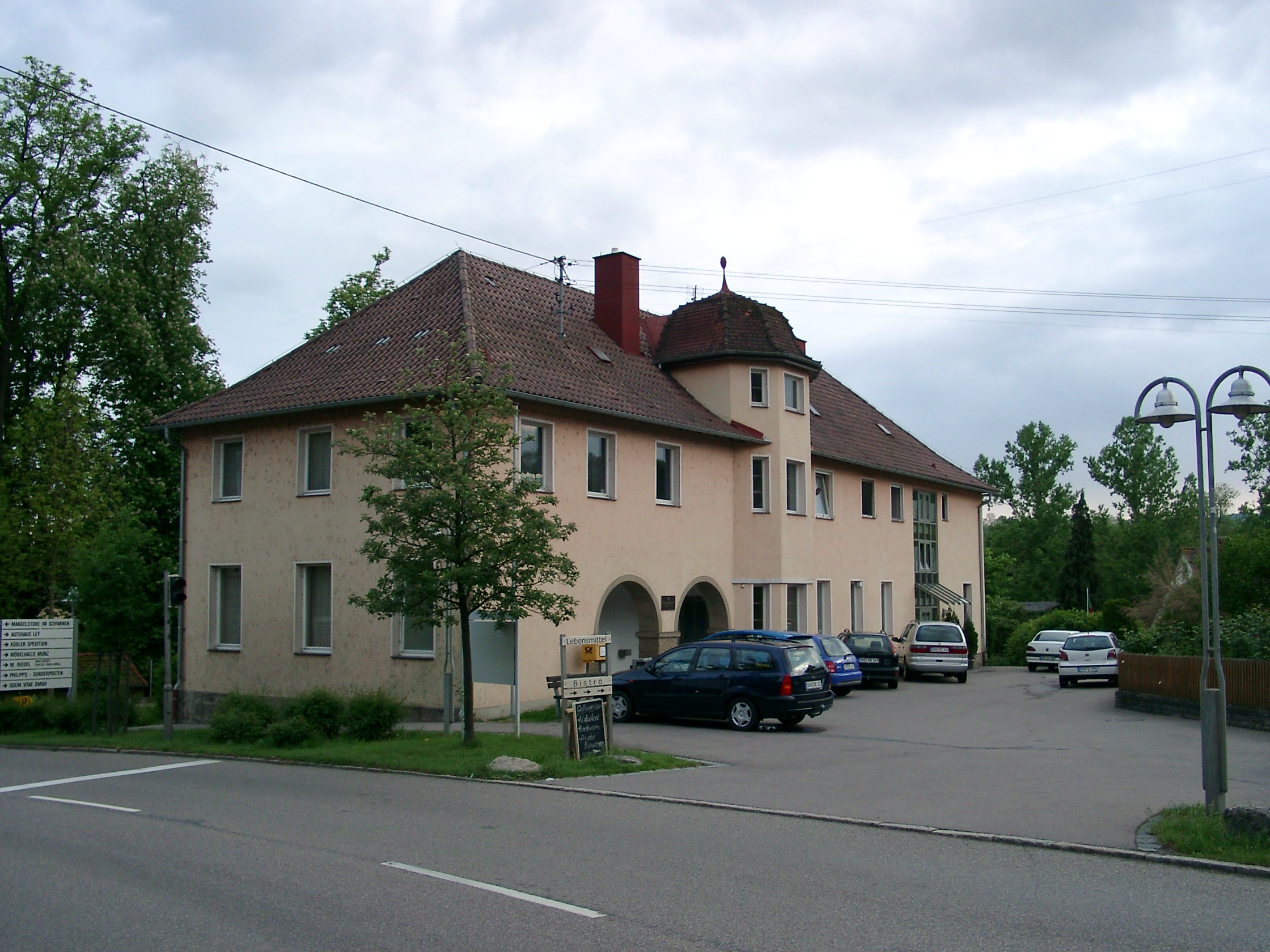
Das Rathaus von Gelbingen an der B 19
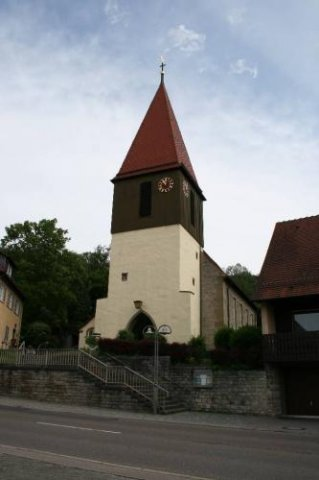
Die evangelische Kirche in Gelbingen
Gelbingen rechts unten mit Neu(en)burg und der Geyersburg, von rechts nach links. Verzerrende Darstellung um 1600.